# Bernard Kates
Bernard Kates (* 26. Dezember 1922 in Boston, Massachusetts; † 2. Februar 2010 in Lake Havasu City, Arizona) war ein US-amerikanischer Filmschauspieler und ein vor allem von den 1970ern bis zu den 1990ern aktiver Seriendarsteller.

## Filmografie (Auswahl)

### Serien
- 1960–1961: Die Unbestechlichen (The Untouchables, zwei Folgen)
- 1961–1962: Ben Casey (zwei Folgen)
- 1963: The Outer Limits (eine Folge)
- 1993: Raumschiff Enterprise: Das nächste Jahrhundert (Star Trek: The Next Generation, Folge 7x06 Traumanalyse)
- 1995: New York Cops – NYPD Blue (NYPD Blue, eine Folge)
- 1996: Picket Fences – Tatort Gartenzaun (Picket Fences, eine Folge)

### Spielfilme
- 1961: Urteil von Nürnberg (Judgment at Nuremberg)
- 1961: Pippi Langstrumpf (Pippi Longstocking)
- 1996: Das Phantom (The Phantom)
- 1996: Robo Warriors – Die Schlacht der Kampfgiganten (Robo Warriors)